# Alsópojény

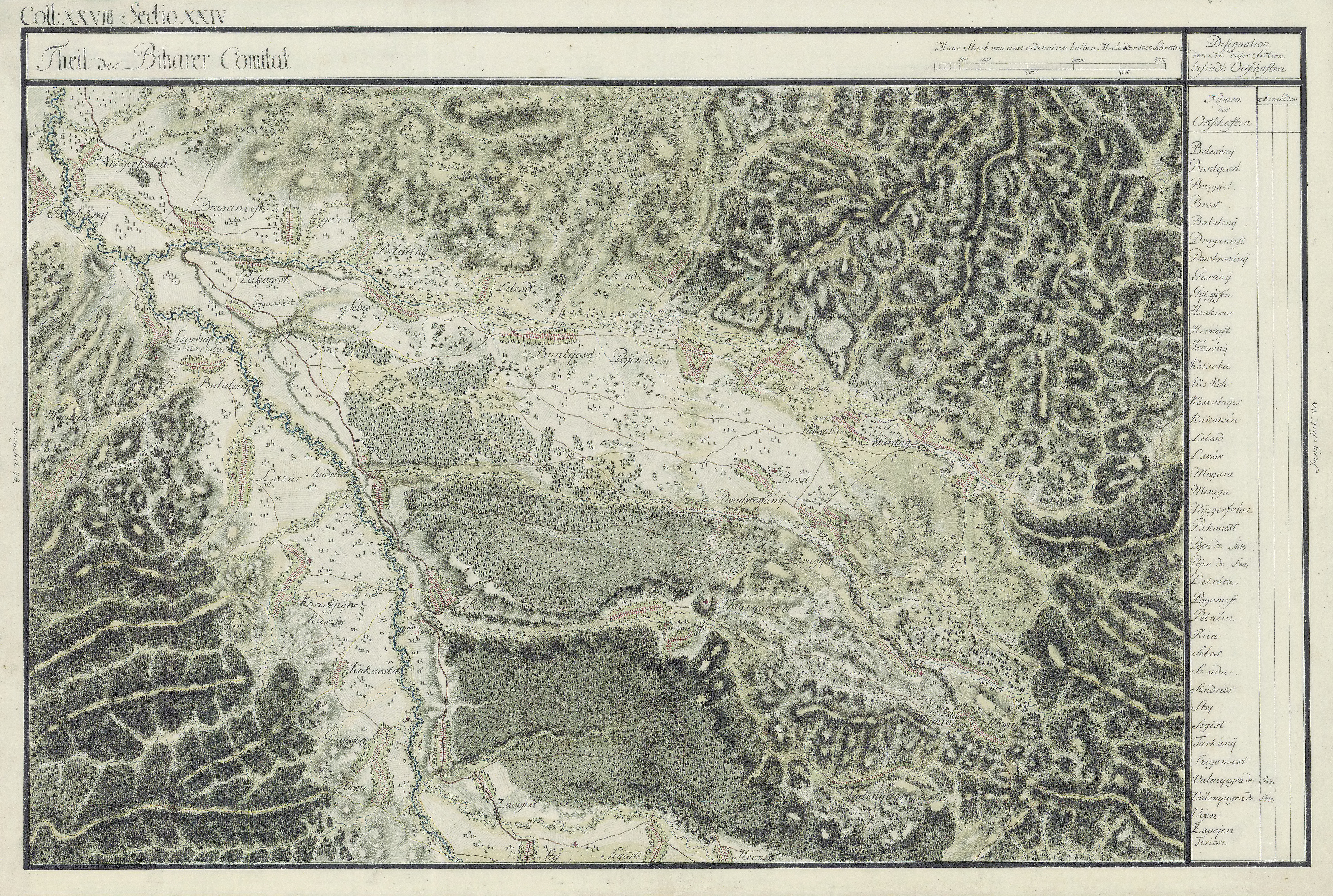
Alsópojény egy régi térképen

Alsópojény (Poienii de Jos), település Romániában, a Partiumban, Bihar megyében.

## Fekvése
A Bihar-hegységben, Fekete-Körös jobboldali mellékvize, a petrószi patak mellett, Belényestől délkeletre fekvő település.

## Története
Alsópojény nevét 1587-ben említette először oklevél Alsopoen néven.
1600-ban nevét Alsopoyn néven írták, lakói románok voltak, földesura a görögkatolikus püspök volt.
1808-ban Pojen (Alsó-), Pojenyile de zsosz, 1851-ben Alsó-Poény, 1913-ban Alsópojény néven írták.
1851-ben Fényes Elek írta a településről:
Alsó-Poény, 384 óhitü lakossal, anyatemplommal. Urbéri szántó 250, rét 150, legelő 200, majorsági erdő 250 hold. Földesura a váradi görög püspök.
1910-ben 594 lakosából 588 román, 6 magyar volt. Ebből 588 görög keleti ortodox volt.
A trianoni békeszerződés előtt Bihar vármegye Belényesi járásához tartozott.
A község hegyeiben sok vaskő van.

## Nevezetességek
- Görög keleti fatemploma